# Wilhelm Góra
Wilhelm Góra, né le 18 janvier 1916 à Beuthen (actuelle Bytom) dans l'Empire allemand et mort à Hambourg en Allemagne le 21 mai 1975, à cinquante-neuf ans, est un footballeur international polonais.
Il occupe le poste de milieu de terrain à Katowice et dans les deux clubs principaux de Cracovie, y compris durant la guerre. Jugé indésirable en Pologne après le conflit, il est contraint de mettre fin à sa carrière.

## Biographie

### Courte carrière en Pologne
Wilhelm Góra fait ses débuts au Strzelec Szarlej, petit club proche de Bytom, puis au Polonia Piekary Śląskie, avant de rejoindre en 1933 le Pogoń Katowice. Il y reste un an et demi, avant de signer au Cracovia, le club de la capitale, qui est l'un des meilleurs du pays lors de l'entre-deux-guerres. À Cracovie, Góra joue régulièrement.
Le 15 septembre 1935, il fait ses débuts avec l'équipe nationale contre la Lettonie. Un an plus tard, il est appelé par Józef Kałuża pour les Jeux olympiques de 1936, en Allemagne. Passant le premier tour puis les quarts de finale, la Pologne échoue finalement aux portes de la finale, et termine le tournoi à la quatrième place. Durant ces Jeux, Wilhelm Góra joue  un seul match, celui pour la troisième place contre la Norvège, sans marquer. Sur sa lancée, Góra remporte le championnat l'année suivante, devançant l'AKS Chorzów. Il participe aussi à la Coupe du monde 1938 et au match mythique contre le Brésil. En 1939, il joue le dernier match de la Pologne face à la Hongrie avant la Seconde Guerre mondiale, et termine sa carrière avec seize matches internationaux. Il doit aussi dire adieu au Cracovia, après avoir disputé soixante-dix matches et marqué dix-huit buts.

### Son parcours pendant la guerre
Alors que la guerre éclate, Góra signe la Volksliste, et peut donc continuer sa carrière de footballeur. Il est incorporé au DTSG Cracovie, sponsorisé par Oskar Schindler. Enrôlé dans la Wehrmacht, il est capturé en Italie par les armées alliées, et rejoint alors le deuxième corps de l’Armée polonaise du général Władysław Anders. Après la guerre, il revient s’installer en Pologne. Ayant signé la Volksliste, il y est considéré comme indésirable et est contraint de s’expatrier en Allemagne, où il décède le 21 mai 1975.

## Palmarès
- Champion de Pologne : 1937